# 萊里貝區
萊里貝區（英語：Leribe District）是萊索托西北部的一個區。面積2,828平方公里。根據2006年人口普查統計，人口為296,673人。首府萊里貝。